# Kattekoers 2013
La Kattekoers 2013, settantatreesima edizione della corsa, valida come evento dell'UCI Europe Tour 2013 categoria 1.2, si svolse il 10 marzo 2013 su un percorso di 174 km. Fu vinta dal belga Jérôme Baugnies, che terminò la gara in 4h 13' 14" alla media di 41,22 km/h.
Dei 186 ciclisti alla partenza furono 96 a portare a termine la competizione.

## Squadre e corridori partecipanti
| N.    | Cod. | Squadra                        |
| ----- | ---- | ------------------------------ |
| 1-7   |      | Lotto-Belisol U23              |
| 8-14  |      | Ovyta-Eijssen-Acrog            |
| 15-21 | WBC  | Wallonie-Bruxelles             |
| 22-28 | JVC  | Ventilair-Steria Cycling Team  |
| 29-35 |      | EFC-Omega Pharma-Quick Step    |
| 36-42 | CCB  | Color Code-Biowanze            |
| 43-49 |      | CT Soenens-Construkt Glas      |
| 50-56 |      | Bofrost-Prorace Cycling Team   |
| 57-63 |      | VL Techniek-Abutriek           |
| 64-70 |      | Melbotech CT                   |
| 71-77 |      | Terra Footwear-Bicycle Line    |
| 78-84 |      | Van Der Vurst Cycling Team     |
| 85-91 | CWO  | T.Palm-Pôle Continental Wallon |
| 92-98 | MMM  | Team 3M                        |

| N.      | Cod. | Squadra                        |
| ------- | ---- | ------------------------------ |
| 99-105  |      | Rock Werchther-SOS Piet        |
| 106-112 | SKT  | An Post-ChainReaction          |
| 113-119 | CMD  | Colba-Superano Ham             |
| 120-126 | TWJ  | To Win-Josan Cycling Team      |
| 127-133 | WIL  | Verandas Willems               |
| 134-138 | DOL  | Doltcini-Flanders              |
| 141-147 | TSV  | Topsport Vlaanderen-Baloise    |
| 148-154 |      | Decock-Woningbouw Vandekerck.  |
| 155-161 |      | KSV Deerlijk-Gaverzicht-Matexi |
| 162-168 | RB3  | Rabobank Development Team      |
| 169-175 | ETI  | Etixx-Ihned                    |
| 176-182 |      | ESEG Douai                     |
| 183-187 |      | Velo-Blackhawk                 |
| 190-195 | STG  | Team Stölting                  |

## Ordine d'arrivo (Top 10)
| Pos. | Corridore         | Squadra      | Tempo    |
| ---- | ----------------- | ------------ | -------- |
| 1    | Jérôme Baugnies   | To Win-Josan | 4h13'14" |
| 2    | Alphonse Vermote  | An Post-Ch.  | a 18"    |
| 3    | Tom Dernies       | Wallonie-Br. | s.t.     |
| 4    | Thomas Vanhaecke  | Team 3M      | s.t.     |
| 5    | Boris Dron        | Wallonie-Br. | s.t.     |
| 6    | Dieter Bouvry     | Etixx-Ihned  | s.t.     |
| 7    | Mike Terpstra     | Team 3M      | a 25"    |
| 8    | Ronan McLaughlin  | An Post-Ch.  | a 31"    |
| 9    | Nicolas Vereecken | An Post-Ch.  | a 1'32"  |
| 10   | Florent Mottet    | Color Code   | s.t.     |